# Lista așezărilor de tip urban din Lituania
Așezarea de tip urban (în lituaniană Miesto tipo gyvenvietė) este un tip istoric de localitate care a existat în RSS Lituaniană și Lituania între anii 1946—1995. După ieșirea Lituaniei din componența URSS, la începutul anilor 1990 toate așezările de tip urban dina țară au fost transformate fie în sate fie în orașe.

## Lista așezărilor de tip urban
| Denumire            | Din  | Până în | Statut actual             |
| ------------------- | ---- | ------- | ------------------------- |
| Antalieptė          | 1958 | 1976    | orășel                    |
| Baltoji Vokė        | 1958 | 1995    | oraș                      |
| Balbieriškis        | 1958 | 1992    | orășel                    |
| Birštonas           | 1946 | 1966    | oraș                      |
| Viekšniai           | 1958 | 1995    | oraș                      |
| Venta               | 1978 | 1995    | oraș                      |
| Gargždai            | 1958 | 1965    | oraș                      |
| Garliava            | 1958 | 1995    | oraș                      |
| Gelgaudiškis        | 1958 | 1995    | oraș                      |
| Giruliai            | 1947 | 1975    | parte a orașului Klaipėda |
| Grigiškės           | 1958 | 1995    | oraș                      |
| Žiežmariai          | 1958 | 1995    | oraș                      |
| Žemaičių Naumiestis | 1958 | 1995    | orășel                    |
| Kačerginė           | 1946 | 1995    | orășel                    |
| Kulautuva           | 1946 | 1995    | orășel                    |
| Likėnai             | 1946 | 1992    | sat                       |
| Linksmakalnis       | 1958 | 1970    | sat                       |
| Naujoji Akmenė      | 1952 | 1965    | oraș                      |
| Naujamiestis        | 1958 | 1991    | orășel                    |
| Nida                | 1946 | 1961    | parte a orașului Neringa  |
| Palemonas           | 1958 | 1961    | parte a orașului Kaunas   |
| Panemunė            | 1968 | 1995    | oraș                      |
| Preila              | 1946 | 1961    | parte a orașului Neringa  |
| Rūdiškės            | 1958 | 1995    | oraș                      |
| Sniečkus            | 1977 | 1995    | oraș                      |
| Subačius            | 1958 | 1994    | oraș                      |
| Tyruliai            | 1958 | 1995    | orășel                    |
| Turmantas           | 1958 | 1995    | orășel                    |
| Ežerėlis            | 1956 | 1995    | oraș                      |
| Elektrėnai          | 1962 | 1995    | oraș                      |
| Juodkrantė          | 1946 | 1961    | parte a orașului Neringa  |
| Juodupė             | 1956 | 1995    | orășel                    |